# Ors
Ors là một xã ở trong tỉnh Nord ở miền bắc nước Pháp. Xã này có diện tích 17,76 km², dân số năm 1999 là 712 người. Xã nằm ở khu vực có độ cao trung bình 159 mét trên mực nước biển.
Ors tọa lạc bên kênh đào Sambre-Oise.